# Stegania altaica
Stegania altaica là một loài bướm đêm trong họ Geometridae.